# Сольсонес
Сольсонес (исп. Solsonés,  кат. Solsonès)  — район (комарка) в Испании, входит в провинцию Льейда в составе автономного сообщества Каталония.

## Муниципалитеты
1. Кастельяр-де-ла-Рибера
2. Клариана-де-Карденер
3. Ла-Кома-и-ла-Педра
4. Гишерс
5. Льядурс
6. Льобера
7. Ла-Мольсоса
8. Навес (Льейда)
9. Оден (Льейда)
10. Олиус
11. Пинель-де-Сольсонес
12. Пинос (Льейда)
13. Ринер
14. Сан-Льоренсс-де-Моруньс
15. Сольсона